# 경산 용계서원
경산 용계서원은 대한민국 경상북도 경산시에 위치한 조선 시대의 서원이다. 1700년에 창건되었으며, 최문병(崔文炳)을 제향하고 있다.